# Steirisches Wurzelfleisch

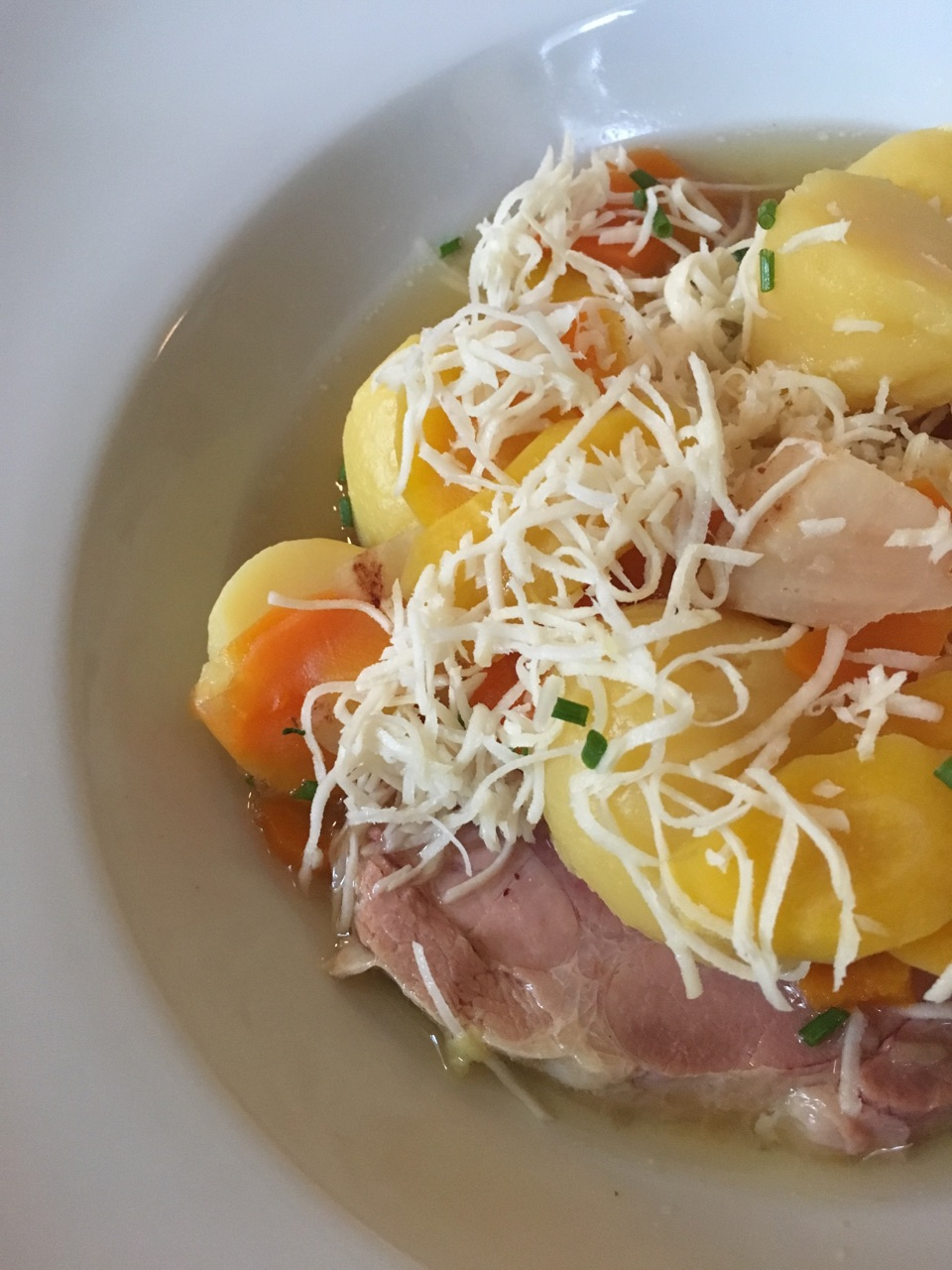
Steirisches Wurzelfleisch

Das Steirische Wurzelfleisch ist ein deftiger Klassiker der österreichischen Küche. Es handelt sich um gekochten Schweinsschopf mit Gemüse, serviert mit Erdäpfeln und Kren.
Neben Ritschert, Kübelfleisch, Steirischem Backhendl und Saurer Schweinshaxe zählt dieses Gericht zu den berühmten steirischen Fleischspeisen.

## Zubereitung
Das Gericht kann auf eine lange Tradition verweisen und ist auch bei Haubenköchen und TV-Köchen der Gegenwart höchst beliebt. Beispielsweise gibt es Rezepte von Johanna Maier und Sarah Wiener. Auch der Autor Dietmar Grieser empfiehlt das Gericht.
Die Zubereitung ist einfach, da Fleisch, Gemüse und Erdäpfel gemeinsam in Wasser weichgekocht werden können. Es kann anstelle des Schopfs auch die Schweinsschulter eingesetzt werden. Weiters benötigt man je nach Rezept Karotten, gelbe Rüben, Petersilwurzel, Knollensellerie, Lauch, Schnittlauch, eine Knoblauchzehe, Zwiebeln und Gewürze wie Salz, Pfeffer, Lorbeerblätter, Liebstöckel, Pimentkörner, Kümmel, Majoranzweige, Thymian, Wacholder, Senfkörner oder Koriandersamen. Während das Fleisch rund eineinhalb Stunden köcheln muss, werden die Erdäpfel erst eine Viertelstunde vor Ende der Kochzeit hinzugefügt, das Gemüse noch später. Johanna Maier empfiehlt auch Muskatkürbis beizufügen. Anschließend wird das Fleisch in Scheiben geschnitten und der Saft mit Essig leicht abgeschmeckt.
Serviert wird das Wurzelfleisch gemeinsam mit Saft, Gemüse, speckigen Erdäpfeln und frisch geriebenem Kren.
In der Zubereitung bestehen Ähnlichkeiten zum klassisch-wienerischen Tafelspitz, zu gekochtem Rindfleisch und zum Krenfleisch, einem in Franken typischen Kirchweihgericht. Doch kommt bei diesen Gerichten ausschließlich bzw. überwiegend Rindfleisch zum Einsatz.